# Hanns Bail
Hanns Bail (* 24. Februar 1921 in Bamberg; † 11. Februar 1995) war ein deutscher Maler, Grafiker und Bildhauer.

## Werdegang
Bail wuchs in Bamberg auf und absolvierte ab 1936 eine Lehre im väterlichen Malerbetrieb. Es entstanden erste Zeichnungen nach der Natur. Von 1938 bis 1941 besuchte er die Meisterschule für Maler in München. Zeichenunterricht erhielt er bei Josef Oberberger. Ab 1938 war er mit Hermann Keimel befreundet, einem von den Nationalsozialisten verfolgten Expressionisten. Mit diesem baute er einen Einödhof in Südtirol aus, um dort mit ihm gemeinsam zu malen. Ab 1940 besuchte er die Blocherer Schule in München um das Aktzeichnen zu erlernen. 1942 erhielt er Diplom und Meisterbrief. Von 1941 bis 1943 war er beim Militär, ab studierte er 1943 an der Akademie der Bildenden Künste Nürnberg (ausgelagert nach Schloß Ellingen) bei Otto Michael Schmitt. 1945 heiratete er die Malerin Gisela Kraus (später Sela Bail) und zog wieder nach Bamberg. Ab 1946 war er dort als freischaffender Künstler tätig. In seinem Werk ist die Grenze zwischen Bildhauerei und Gemälde verwischt, seine großen monochromen Reliefs hängen zwar an der Wand, wirken aber doch wie Skulpturen. In Bamberg organisierte das Ehepaar Bail zusammen mit Musikern, Schauspielern und Künstlern experimentelle multimediale Ausstellungen im barocken Böttingerhaus. Ab 1952 bauen sich Hanns und Sela Bail in Reistenhausen am Main eine aufgelassene Steinhauerhütte zum Wohnhaus mit Ateliers aus. 1952/53 erhielt Hanns Bail seinen ersten öffentlichen Auftrag, in Würzburg, am Institut für Mathematik, ein Wandbild im Treppenaufgang des Welz-Hauses zu gestalten. Bail fertigt Stahl- und Bronzeplastiken, beschäftigt sich mit informellen Strukturen. Er lernt in Spanien  Antonio Tapies und Antonio Saura kennen, arbeitete mit Papier, Fiberglas und war höchst experimentierfreudig. Bail gilt zusammen mit seiner Frau als einer der wichtigsten Vorreiter der Moderne in Franken. 

## Werke (Auswahl)
- 1952/1953: Würzburg, Institut für Mathematik: Wandbild im Treppenaufgang des Welz-Hauses (Klinikstraße 6)
- 1958: Würzburg, Medizinisches Kollegienhaus: Majolika-Mosaik
- 1966: Würzburg Bayerisches Staatskonservatorium: Eisenguss-Fries
- 1967 Nürnberg: Fassade des Hauptpostgebäudes
- 1967: Würzburg, Kiliansdom: Zweiflügelige Tür zum Kreuzgang
- 1972: Würzburg, Universität, Institut für Philosophie: Kinetische Plastik im Lichthof
- 1973 Bamberg, Kaiser-Heinrich-Gymnasium, Pausenhof: Aluminiumsäulengruppe
- 1973: Würzburg: Brunnen Dominikanerplatz
- 1976: Würzburg-Heuchelhof, St. Sebastian: Altarwandbild (mit Sela BAil)
- 1982 Bamberg, Aluminiumplastik vor dem Klinikum Bamberg
- 1991 Bamberg, Stadtgalerie Bamberg-Villa Dessauer, Hainstr. 4a, Garten: Kugel mit Einschnitten (Museen der Stadt Bamberg, Inv. Nr. Pl 2/135)

## Ausstellungen
- 1972: Würzburg, Städtische Galerie Würzburg.
- 1991: Museen der Stadt Bamberg, Historisches Museum Bamberg[3]